# 聯合國憲章序言
聯合國憲章序言是1945年起草的《聯合國憲章》的序章。

## 歷史
南非代表、前南非總理揚·史末資在起草序言時，最初以「締約各方決心防止在我們這一代人中兩次給人類帶來無盡悲傷和損失的自相殘殺的衝突再次發生…」為開頭，與國際聯盟盟約類近。經過在三藩市舉行的聯合國國際組織會議上的爭辯後，美國代表維吉尼亞·吉爾德斯利夫將其進行更改並縮短，但史末資的部分條文仍被附加在序言後端。
序言以「我聯合國人民同茲決心…」為開端，這是由美國代表、美國眾議院議員索爾·布魯姆所提議，與美國憲法的序言相似。序言中的「大自由」一詞後來成為了第七任聯合國秘書長科菲·安南任內一份有關聯合國改革的報告的標題。

## 序言
序言條文如下：
我聯合國人民

同茲決心

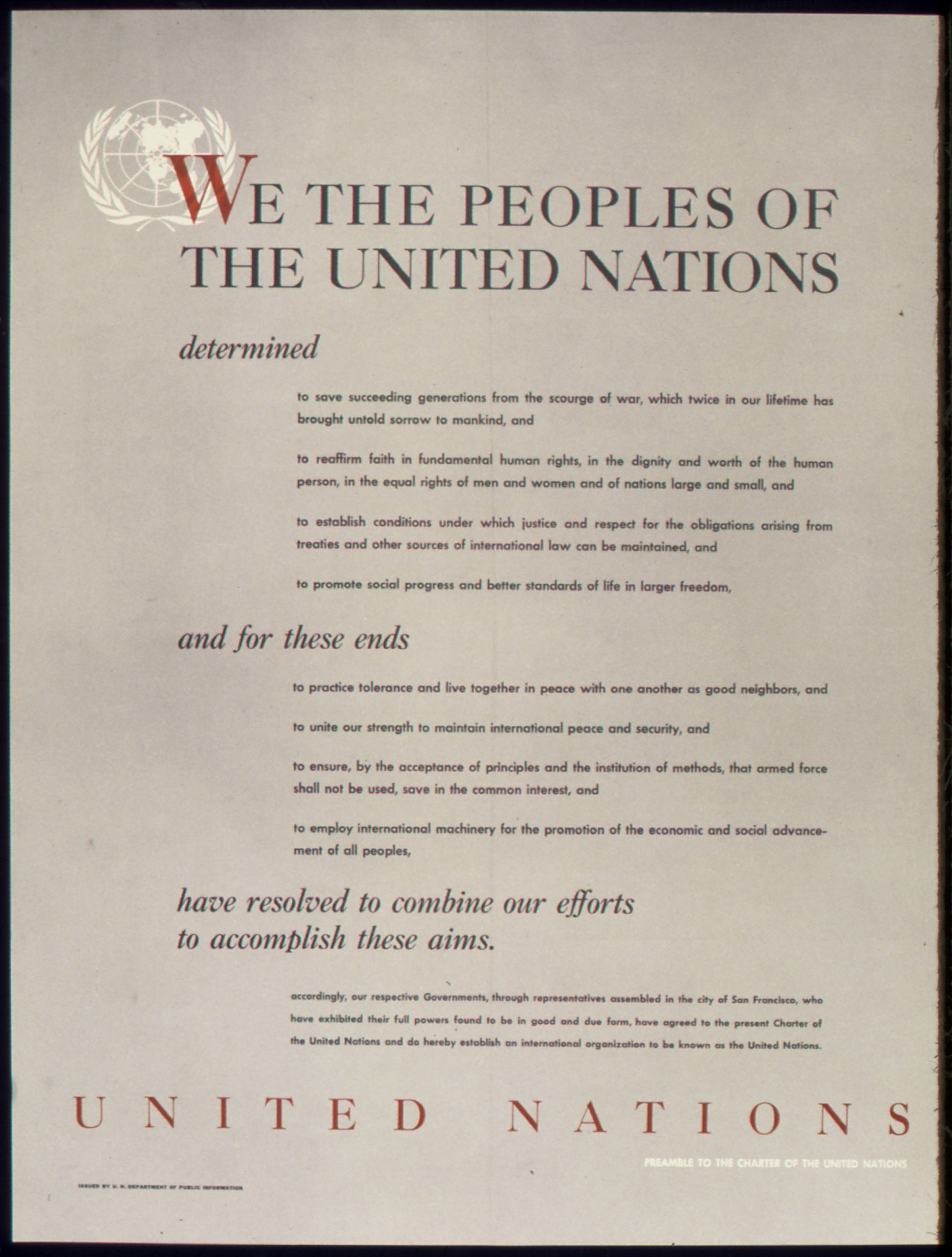
二戰後，美國的聯合國憲章序言海報。

　　欲免後世再遭今代人類兩度身歷慘不堪言之戰禍，

　　重申基本人權，人格尊嚴與價值，以及男女與大小各國平等權利之信念，

　　創造適當環境，俾克維持正義，尊重由條約與國際法其他淵源而起之義務，久而弗懈，

　　促成大自由中之社會進步及較善之民生，

並為達此目的

　　力行容恕，彼此以善鄰之道，和睦相處，

　　集中力量，以維持國際和平及安全，

　　接受原則，確立方法，以保證非為公共利益，不得使用武力，

　　運用國際機構，以促成全球人民經濟及社會之進展，

用是發憤立志，務當同心協力，以竟厥功

　　爰由我各本國政府，經齊集金山市之代表各將所奉全權證書，互相校閱，均屬妥善，

　　議定本聯合國憲章，並設立國際組織，定名聯合國。